# Oeffinger Scillawald
Der Oeffinger Scillawald ist ein Naturschutzgebiet und Schonwald auf dem Gebiet der Stadt Fellbach im Rems-Murr-Kreis. Das Schutzgebiet wurde vom Regierungspräsidium Nordwürttemberg durch Verordnung vom 24. Juni 1972 ausgewiesen. 1981 folgte die Ausweisung als Schonwald durch die Forstdirektion Stuttgart, die am 29. Dezember 2004 durch eine Neuverordnung durch die Forstdirektion Tübingen erneuert wurde. Der Schonwald wird mit leicht veränderter Schreibweise als Öffinger Scillawald geführt.

## Lage und Beschreibung
Der Oeffinger Scillawald liegt am rechten Ufer des Neckars westlich des Stadtteils Oeffingen im Gewann Brühl. Er gehört naturräumlich zum Neckarbecken.
Es handelt sich um einen sogenannten Klebwald, einen bewaldeten Steilhang am Neckar. Dominierende Baumarten sind Ahorne und Eschen, in der Krautschicht sind Frühblüher wie der Lerchensporn und der namengebende Blaustern dominant.

## Zusammenhängende Schutzgebiete
Im Nordwesten und Norden grenzt das Landschaftsschutzgebiet Oeffinger Rain und Weidachtal an, im Südwesten das Landschaftsschutzgebiet Neckarufer und das anschließende Hanggelände. Das Naturschutzgebiet ist Teil des FFH-Gebiets Unteres Remstal und Backnanger Bucht.